# Nikolauskirche (Bad Gastein)

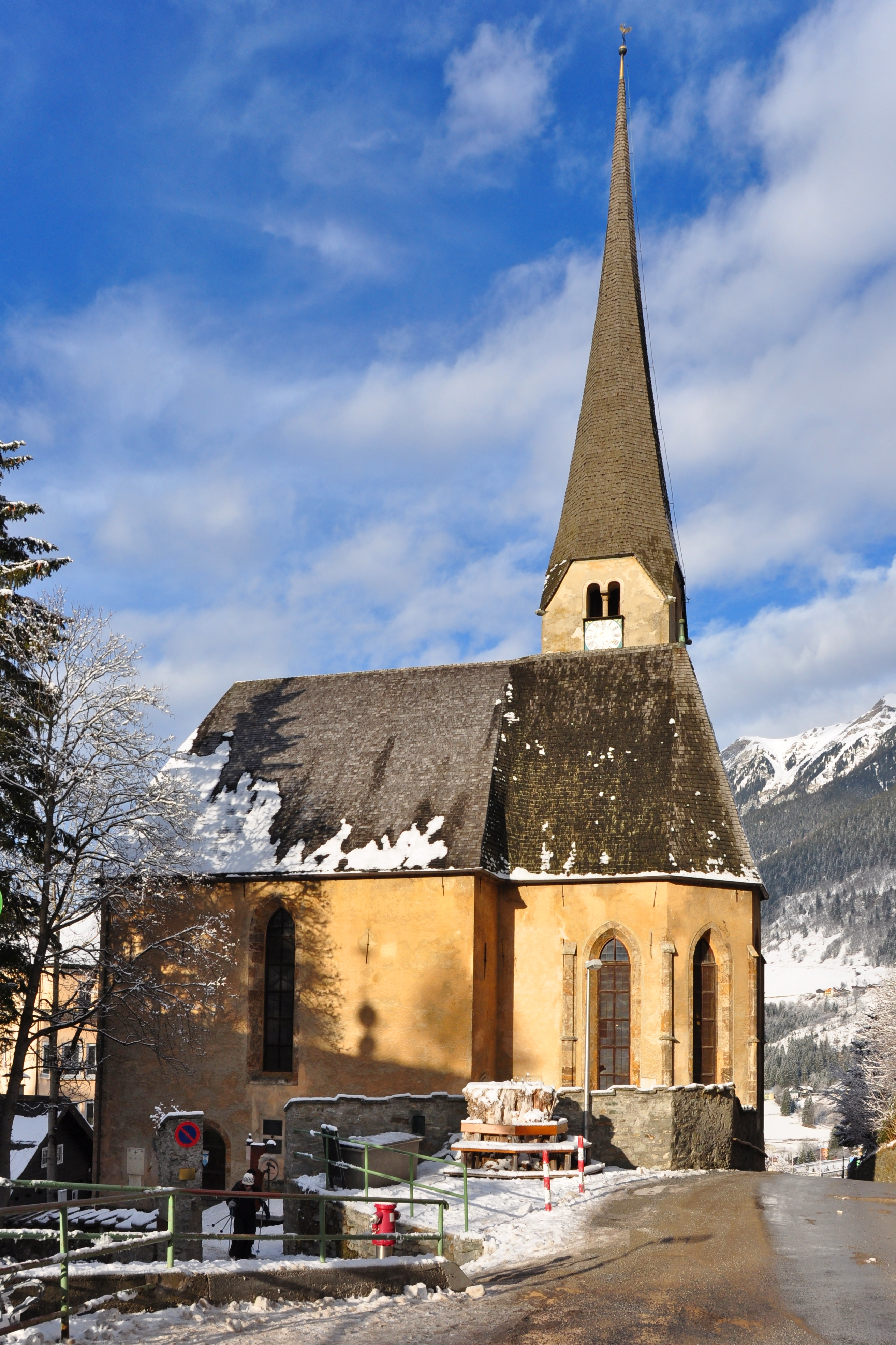
Nikolauskirche (2009)

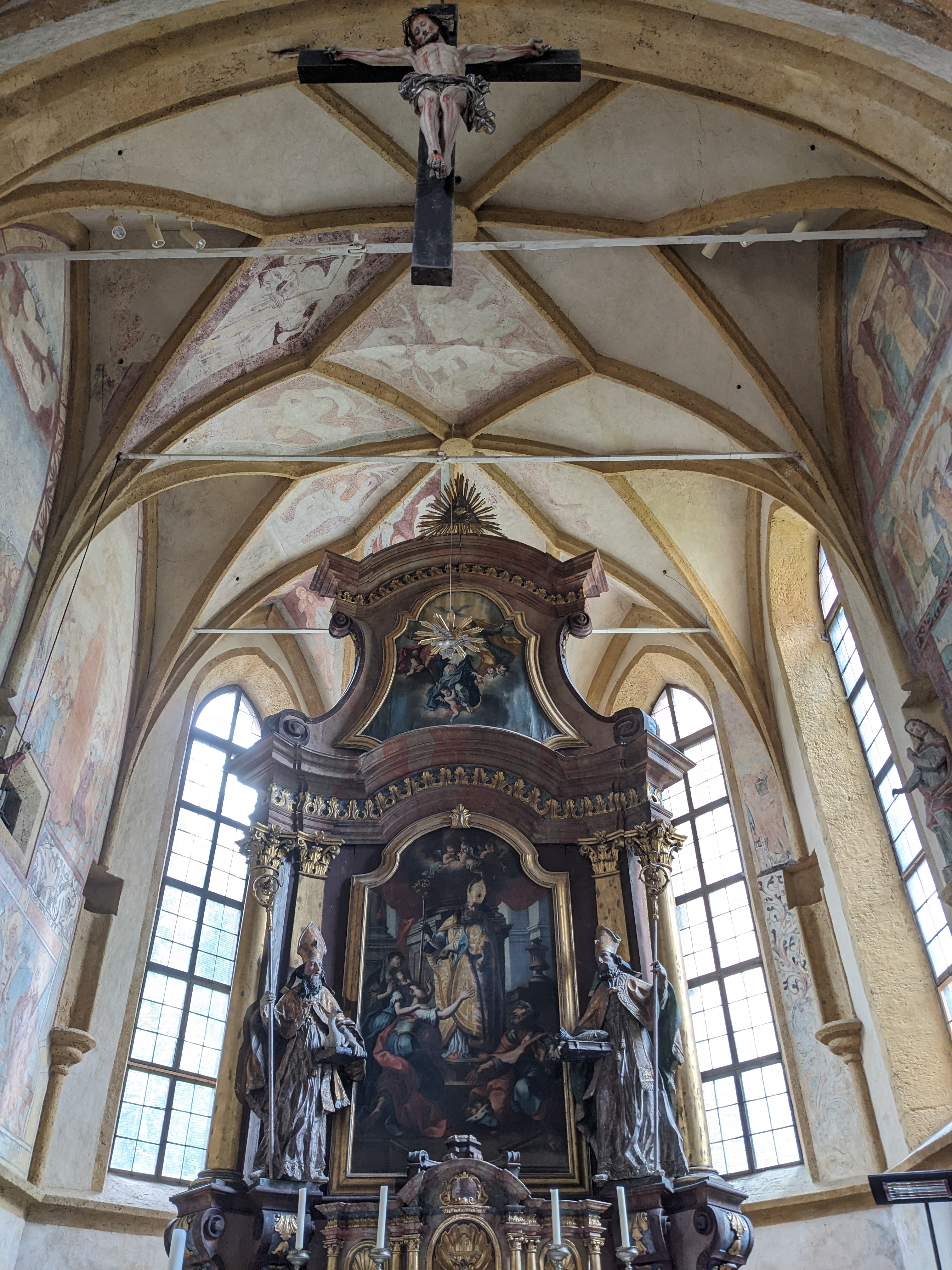
Chor mit Altar, Netzrippengewölbe und Triumphbogen

Die Filialkirche hl. Nikolaus ist eine römisch-katholische Kirche in Bad Gastein im Land Salzburg und steht unter Denkmalschutz (Listeneintrag).

## Lage
Die am nördlichen Ortsausgang von Bad Gastein neben der Straße nach dem Ortsteil Badbruck gelegene Kirche in einer Hanglage ist von einem Friedhof umgeben.

## Geschichte
Die 1389 erbaute frühgotische Kirche wurde 1412 erstmals erwähnt. Mit der Erhebung zur Vikariatskirche im Jahr 1622 hatte Bad Gastein einen ständigen Seelsorger, der dem Pfarrer von Hofgastein unterstand. Bis 1639 war die Nikolauskirche eine Seelsorgekirche und wurde dann von der Preimskirche abgelöst. Im Gegensatz zur St.-Preims-Kirche war die Nikolauskirche ein bautechnisch sichere Kirche, sodass sie während der mehrfachen Sperren der Preimskirche ersatzweise für die Gottesdienste genutzt wurde.
Die Nikolauskirche wurde 1893 renoviert und von 1950 bis 1953 restauriert. 2022 wurde die Kirche mit Dachschindeln aus Lärchenholz neu gedeckt.

## Architektur
Das Langhaus über einem quadratischen Grundriss hat einen eingezogenen Chor mit polygonalem Schluss unter einem steilen Satteldach. Im Süden befindet sich ein dreifach gekehltes Rundbogenportal mit Stab und im Norden ein rundbogiges mit einem Rechteck geschlossenes Portal mit Eckkonsolen und Gesimsumrahmung. Am Chor befinden sich abgestufte gekehlte Strebepfeiler und ein Kaffgesims.
Der Nordturm ist ungegliedert und hat im Süden und Norden Biforienfenster und im Osten und Westen schmale Rundbogenfenster und schließt mit abgekappten Giebeln und einem achteckigen geschindelten Spitzhelm.
Das Kirchenschiff ist ein quadratischer Einsäulenraum mit einem von einer mittigen Säule aufsteigenden Gewölbe mit einer Achtecksternkonfiguration. Der Triumphbogen ist gekehlt und spitzbogig. Der eingezogene Chor hat einen um drei Stufen erhöhten Fußboden und ein Netzrippengewölbe mit runden Schlusssteinen auf Diensten. Links im Chor ist ein gekehltes Sakristeiportal mit geradem Schluss und Eckkonsolen mit einer spätgotischen Eisenplattentüre und ein abgefastes rechteckiges Sakramentshäuschen. In der Sakristei ist ein Tonnengewölbe mit Stichkappen und ein Sakristeikasten aus dem Anfang des 17. Jahrhunderts.

## Fresken

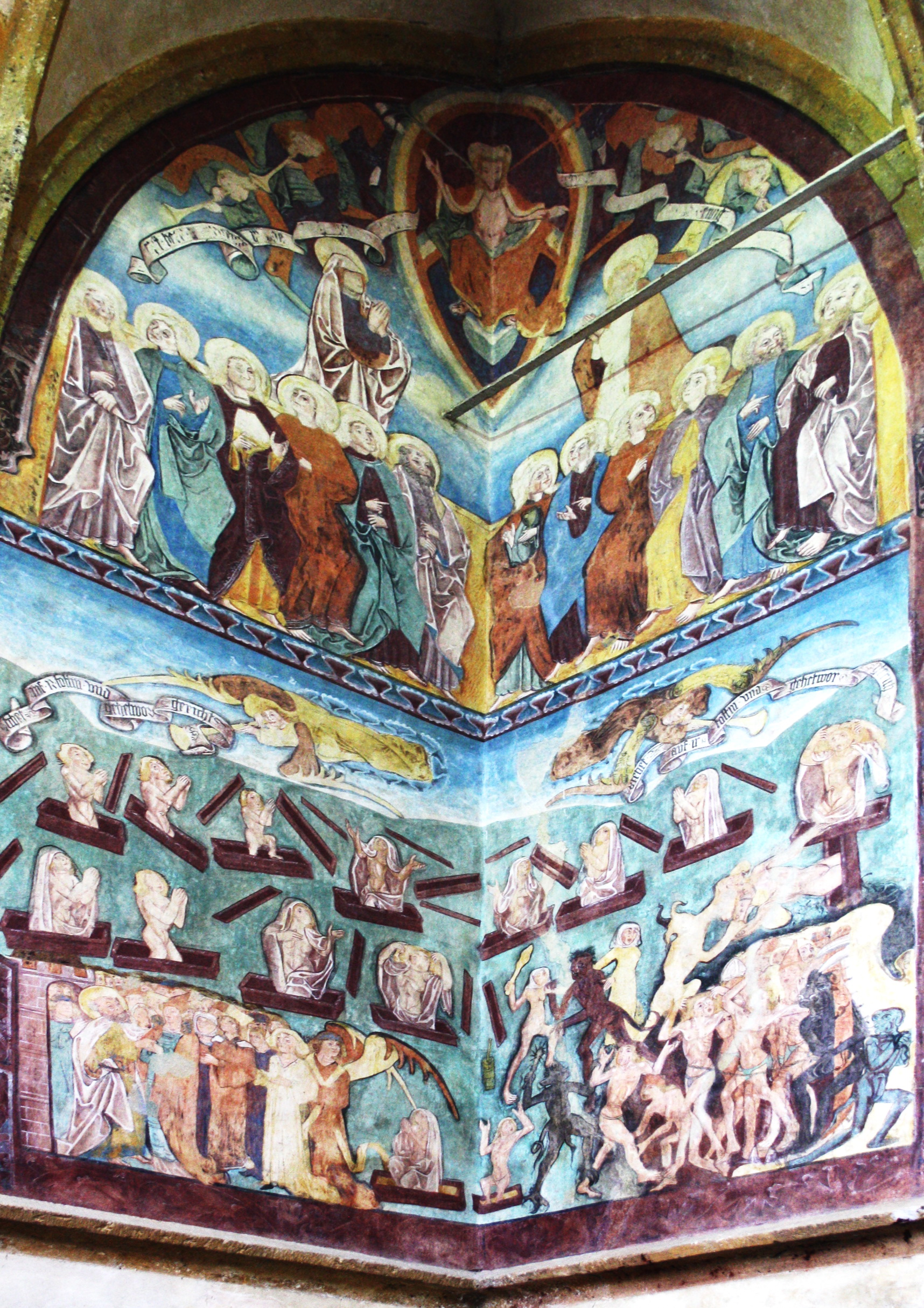
Fresken der Südostecke

Spätgotische Wandmalereien im Kirchenschiff aus der 2. Hälfte des 15. Jahrhunderts in der Südostecke zeigen Christus in der Mandorla, die zwölf Apostel und das Jüngste Gericht, an der Südwand die Wurzel Jesse und eine Stifterfigur mit dem Wappen der Familie Framynnger mit der Bezeichnung 1517. In der Nordostecke zeigen Fresken um 1470 bis 1480 des Meisters von Schöder zum Teil fragmentarisch erhalten: Christus am Ölberg, die Geißelung und Dornenkrönung, die Kreuztragung, die Kreuzigung, Christus holt Adam und Eva aus der Vorhölle in die Verklärung, die Auferstehung und Himmelfahrt. Spätgotische Fresken im Chor zeigen den Mannasegen, die Schutzmantelmadonna, die Heiligen Sebastian, Petrus und Paulus, Darstellungen aus dem Leben des hl. Nikolaus und in den Gewölbefeldern Engel mit den Passionswerkzeugen.
Die Restaurierung der Fresken wurde vom Rotary Club Bad Gastein anlässlich der 600-Jahr-Feier 1989 initiiert und zu großen Teilen als langjähriges Projekt finanziert. Die Gesamtsumme von 3 Mio. Schilling wurde zu einem Drittel vom Rotary Club Bad Gastein aufgebracht.